# Goldene Himbeere/Schlechtester Film
Die Goldene Himbeere für den schlechtesten Film wird seit 1981 jährlich vergeben. Dabei bezieht sie sich auf Filme des vergangenen Jahres. So wurde beispielsweise der Preis des Jahres 2007 am 23. Februar 2008 verliehen.

## Schlechtester Film 1981 bis 1989

### 1981
- Supersound und flotte Sprüche (OT: Can't Stop The Music) – Produktion: Allan Carr, Jacques Morali, Henri Belolo – Regie: Nancy Walker

Außerdem nominiert:
- Cruising (OT: Cruising) – Produktion: Jerry Weintraub – Regie: William Friedkin
- Die Formel (OT: The Formula) – Produktion: Steve Shagan (?) – Regie: John G. Avildsen
- Freitag, der 13. (OT: Friday The 13th) – Produktion: Sean S. Cunningham (?) – Regie: Sean S. Cunningham
- Der Jazz-Sänger (OT: The Jazz Singer) Produktion: Jerry Leider – Regie: Richard Fleischer und Sidney J. Furie
- Die nackte Bombe (OT: The Nude Bomb) – Produktion: Jennings Lang – Regie: Clive Donner
- Hebt die Titanic (OT: Raise The Titanic) – Produktion: William Frye – Regie: Jerry Jameson
- Saturn-City (OT: Saturn 3) – Produktion: Stanley Donen – Regie: Stanley Donen
- „L“ ist nicht nur Liebe (OT: Windows) – Produktion: Michael Lobell – Regie: Gordon Willis
- Xanadu (OT: Xanadu) – Produktion: Lawrence Gordon – Regie: Robert Greenwald

### 1982
- Meine liebe Rabenmutter (OT: Mommie Dearest) – Produktion: Frank Yablans – Regie: Frank Perry

Außerdem nominiert:
- Endlose Liebe (OT: Endless Love) – Produktion: Dyson Lovell – Regie: Franco Zeffirelli
- Heaven’s Gate – Das Tor zum Himmel (OT: Heaven’s Gate) – Produktion: Joann Carelli – Regie: Michael Cimino
- Die Legende vom einsamen Ranger (OT: The Legend Of The Lone Ranger) – Produktion: Walter Coblenz – Regie: William A. Fraker
- Tarzan – Herr des Urwalds, Alternativtitel Tarzan – Herr des Dschungels (OT: Tarzan The Ape Man) – Produktion: John Derek – Regie: John Derek

### 1983
- Inchon (OT: Inchon) – Produktion: Mitsuharu Ishi im Auftrag der Vereinigungskirche des Koreaners Sun Myung Moon – Regie: Terence Young

Außerdem nominiert:
- Annie (OT: Annie) – Produktion: Ray Stark – Regie: John Huston
- Butterfly – Der blonde Schmetterling, Alternativtitel Der Richter von Nevada (OT: Butterfly) – Produktion: Matt Cimber – Regie: Matt Cimber
- Megaforce (OT: Megaforce) – Produktion: Albert S. Ruddy – Regie: Hal Needham
- Pirate Movie (OT: The Pirate Movie) – Produktion: David Joseph – Regie: Ken Annakin

### 1984
- Karriere durch alle Betten (OT: The Lonely Lady) – Produktion: Robert R. Weston – Regie: Peter Sasdy

Außerdem nominiert:
- Herkules (OT: Hercules) – Produktion: Menahem Golan, Yoram Globus – Regie: Luigi Cozzi
- Der weiße Hai 3-D (OT: Jaws 3-D) – Produktion: Rupert Hitzig – Regie: Joe Alves
- Der rasende Gockel (OT: Stroker Ace) – Produktion: Hank Moonjean – Regie: Hal Needham
- Zwei vom gleichen Schlag (OT: Two Of A Kind) – Produktion: Roger M. Rothstein, Joe Wizan – Regie: John Herzfeld

### 1985
- Ekstase (Bolero) – Produktion: Bo Derek – Regie: John Derek

Außerdem nominiert:
- Auf dem Highway ist wieder die Hölle los (Cannonball Run II) – Produktion: Albert S. Ruddy – Regie: Hal Needham
- Der Senkrechtstarter (Rhinestone) – Produktion: Marvin Worth, Howard Smith – Regie: Bob Clark
- Sheena – Königin des Dschungels, (Sheena – Queen Of The Jungle) – Produktion: Paul Aratow – Regie: John Guillermin
- Beach Parties (Where The Boys Are '84) – Produktion: Allan Carr – Regie: Hy Averback

### 1986
- Rambo II – Der Auftrag (Rambo: First Blood Part II) – Produktion: Buzz Feitshans – Regie: George Pan Cosmatos

Außerdem nominiert:
- Jackpot (Fever Pitch) – Produktion: Freddie Fields – Regie: Richard Brooks
- Revolution – Produktion: Irwin Winkler – Regie: Hugh Hudson
- Rocky IV – Der Kampf des Jahrhunderts (Rocky IV) – Produktion: Irwin Winkler, Robert Chartoff – Regie: Sylvester Stallone
- Im Jahr des Drachen (Year Of The Dragon) – Produktion: Dino De Laurentiis – Regie: Michael Cimino

### 1987
Die Stimmauszählung ergab ein Unentschieden:
- Under the Cherry Moon – Unter dem Kirschmond (OT: Under The Cherry Moon) – Produktion: Bob Cavallo, Joe Ruffalo, Steve Fargnoli – Regie: Prince
- Howard – Ein tierischer Held (OT: Howard The Duck) – Produktion: Gloria Katz – Regie: Willard Huyck

Außerdem nominiert:
- Blue City – Produktion: William Hayward, Walter Hill – Regie: Michelle Manning
- Die City-Cobra (OT: Cobra) – Produktion: Menahem Golan, Yoram Globus – Regie: George Pan Cosmatos
- Shanghai Surprise (OT: Shanghai Surprise) – Produktion: John Kohn – Regie: Jim Goddard

### 1988
- Leonard 6, Alternativtitel Cosby – Die Superkanone (OT: Leonard – Part 6) – Produktion: Bill Cosby – Regie: Paul Weiland

Außerdem nominiert:
- Ishtar (OT: Ishtar) – Produktion: Warren Beatty – Regie: Elaine May
- Der weiße Hai – Die Abrechnung (OT: Jaws – The Revenge) – Produktion: Joseph Sargent – Regie: Joseph Sargent
- Harte Männer tanzen nicht (OT: Tough Guys Don't Dance) – Produktion: Menahem Golan, Yoram Globus – Regie: Norman Mailer
- Who’s That Girl (OT: Who’s That Girl?) – Produktion: Rosilyn Heller, Bernard Williams – Regie: James Foley

### 1989
- Cocktail (OT: Cocktail) – Produktion: Ted Field, Robert W. Cort – Regie: Roger Donaldson

Außerdem nominiert:
- Caddyshack II (OT: Caddyshack II) – Produktion: Neil Canton, Jon Peters, Peter Guber – Regie: Allan Arkush
- Heiß auf Trab (OT: Hot To Trot) – Produktion: Steve Tisch – Regie: Michael Dinner
- Mick, mein Freund vom anderen Stern (OT: Mac And Me) – Produktion: R. J. Louis – Regie: Stewart Raffill
- Rambo III (OT: Rambo III) – Produktion: Buzz Feitshans – Regie: Peter MacDonald

## Schlechtester Film 1990 bis 1999

### 1990
- Star Trek V: Am Rande des Universums (OT: Star Trek V – The Final Frontier) – Produktion: Harve Bennett – Regie: William Shatner

Außerdem nominiert:
- Karate Kid III – Die letzte Entscheidung (OT: Karate Kid III) – Produktion: Jerry Weintraub – Regie: John G. Avildsen
- Lock Up – Überleben ist alles (OT: Lock-Up) – Produktion: Lawrence Gordon, Charles Gordon – Regie: John Flynn
- Road House (OT: Road House) – Produktion: Joel Silver – Regie: Rowdy Herrington
- Cannonball Fieber – Auf dem Highway geht’s erst richtig los (OT: Speed Zone) – Produktion: Murray Shostack – Regie: Jim Drake

### 1991
Die Stimmauszählung ergab ein Unentschieden:
- Ford Fairlane – Rock ’n’ Roll Detective (OT: The Adventures of Ford Fairlane) – Produktion: Joel Silver, Steve Perry – Regie: Renny Harlin
- Mein Geist will immer nur das Eine … (OT: Ghosts Can't Do It) – Produktion: Bo Derek – Regie: John Derek

Außerdem nominiert:
- Fegefeuer der Eitelkeiten (OT: The Bonfire Of The Vanities) – Produktion: Brian De Palma, Peter Guber, Jon Peters – Regie: Brian de Palma
- Graffiti Bridge (OT: Graffiti Bridge) – Produktion: Arnold Stiefel, Randy Phillips – Regie: Prince
- Rocky V (OT: Rocky V) – Produktion: Irwin Winkler, Robert Chartoff – Regie: John G. Avildsen

### 1992
- Hudson Hawk – Der Meisterdieb (OT: Hudson Hawk) – Produktion: Joel Silver, Michael Dryhurst – Regie: Michael Lehmann

Außerdem nominiert:
- Cool As Ice (OT: Cool As Ice) – Produktion: Carolyn Pfeiffer, Lionel Wigram – Regie: David Kellogg
- Die Show am Rande des Wahnsinns (OT: Dice Rules) – Produktion: Fred Silverstein – Regie: Jay Dubin
- Valkenvania – Die wunderbare Welt des Wahnsinns (OT: Nothing But Trouble) – Produktion: Robert K. Weiss – Regie: Dan Aykroyd
- Rückkehr zur blauen Lagune (OT: Return To The Blue Lagoon) – Produktion: William A. Graham, Frank Price – Regie: William A. Graham

### 1993
- Wie ein Licht in dunkler Nacht (OT: Shining Through) – Produktion: Howard Rosenman, Carol Baum – Regie: David Seltzer

Außerdem nominiert:
- Bodyguard (OT: The Bodyguard) – Produktion: Lawrence Kasdan, Jim Wilson, Kevin Costner – Regie: Mick Jackson
- Christopher Columbus – Der Entdecker (OT: Christopher Columbus: The Discovery) – Produktion: Alexander Salkind, Ilya Salkind – Regie: John Glen
- Eiskalte Leidenschaft (OT: Final Analysis) – Produktion: Tony Thomas, Charles Roven, Paul Junger Witt – Regie: Phil Joanou
- Die Zeitungsjungen (OT: Newsies, alternativer OT: News Boys) – Produktion: Michael Finnell – Regie: Kenny Ortega

### 1994
- Ein unmoralisches Angebot (OT: Indecent Proposal) – Produktion: Sherry Lansing – Regie: Adrian Lyne

Außerdem nominiert:
- Body of Evidence (OT: Body of Evidence) – Produktion: Dino De Laurentiis, Bernd Eichinger, Herman Weigel – Regie: Uli Edel
- Cliffhanger – Nur die Starken überleben (OT: Cliffhanger) – Produktion: Alan Marshall, Renny Harlin – Regie: Renny Harlin
- Last Action Hero, Alternativtitel Der letzte Action Held (OT: Last Action Hero) – Produktion: Steve Roth, John McTiernan – Regie: John McTiernan
- Sliver (OT: Sliver) – Produktion: Robert Evans – Regie: Phillip Noyce

### 1995
- Color of Night (OT: Color Of Night) – Produktion: Buzz Feitshans, David Matalon – Regie: Richard Rush

Außerdem nominiert:
- North, Alternativtitel Eltern nach Maß (OT: North) – Produktion: Rob Reiner, Alan Zweibel – Regie: Rob Reiner
- Auf brennendem Eis (OT: On Deadly Ground) – Produktion: Steven Seagal, Julias R. Nasso, A. Kitman Ho – Regie: Steven Seagal
- The Specialist (OT: The Specialist) – Produktion: Jerry Weintraub, R.J. Louis – Regie: Luis Llosa
- Wyatt Earp – Das Leben einer Legende (OT: Wyatt Earp) – Produktion: Jim Wilson, Kevin Costner, Lawrence Kasdan – Regie: Lawrence Kasdan

### 1996
- Showgirls (OT: Showgirls) – Produktion: Alan Marshall, Charles Evans, Ben Myron – Regie: Paul Verhoeven

Außerdem nominiert:
- Congo (OT: Congo) – Produktion: Kathleen Kennedy, Sam Mercer – Regie: Frank Marshall
- Was ist Pat? (OT: It’s Pat!) – Produktion: Charles B. Wessler, Cyrus Yavneh, Richard Wright – Regie: Adam Bernstein
- Der scharlachrote Buchstabe (OT: The Scarlet Letter) – Produktion: Roland Joffé, Andrew G. Vajna – Regie: Roland Joffé
- Waterworld (OT: Waterworld) – Produktion: Charles Gordon, John Davis, Kevin Costner – Regie: Kevin Reynolds

### 1997
- Striptease (OT: Striptease) – Produktion: Mike Lobell – Regie: Andrew Bergman

Außerdem nominiert:
- Barb Wire (OT: Barb Wire) – Produktion: Mike Richardson, Todd Moyer, Brad Wyman – Regie: David Hogan
- Ed – Die affenstarke Sportskanone (OT: Ed) – Produktion: Rosalie Swedlin – Regie: Bill Couturié
- DNA – Die Insel des Dr. Moreau, Alternativtitel DNA – Experiment des Wahnsinns (OT: The Island Of Dr. Moreau) – Produktion: Edward R. Pressman – Regie: John Frankenheimer
- Eine Familie zum Kotzen (OT: The Stupids) – Produktion: Leslie Belzberg – Regie: John Landis

### 1998
- Postman (OT: The Postman) – Produktion: Jim Wilson, Steve Tisch, Kevin Costner – Regie: Kevin Costner

Außerdem nominiert:
- Anaconda (OT: Anaconda) – Produktion: Verna Harrah, Leonard Rabinowitz, Carole Little – Regie: Luis Llosa
- Batman & Robin (OT: Batman & Robin) – Produktion: Peter MacGregor-Scott – Regie: Joel Schumacher
- Fire Down Below (OT: Fire Down Below) – Produktion: Julius R. Nasso, Steven Seagal – Regie: Félix Enríquez Alcalá
- Speed 2 (OT: Speed 2: Cruise Control) – Produktion: Jan de Bont – Regie: Jan de Bont

### 1999
- Fahr zur Hölle Hollywood, Alternativtitel Die Hölle von Hollywood (OT: An Alan Smithee Film: Burn Hollywood Burn) – Produktion: Ben Myron, Joe Eszterhas – Regie: Arthur Hiller

Außerdem nominiert:
- Armageddon – Das jüngste Gericht (OT: Armageddon) – Produktion: Jerry Bruckheimer, Gale Anne Hurd, Michael Bay – Regie: Michael Bay
- Mit Schirm, Charme und Melone (OT: The Avengers) – Produktion: Jerry Weintraub, Susan Ekins – Regie: Jeremiah Chechik
- Godzilla (OT: Godzilla) – Produktion: Dean Devlin – Regie: Roland Emmerich
- Spiceworld – Der Film (OT: Spice World) – Produktion: Uri Fruchtmann, Barnaby Thompson – Regie: Bob Spiers

## Schlechtester Film 2000 bis 2009

### 2000
- Wild Wild West (OT: Wild Wild West) – Produktion: Barry Sonnenfeld, Jon Peters – Regie: Barry Sonnenfeld

Außerdem nominiert:
- Big Daddy (OT: Big Daddy) – Produktion: Sid Ganis, Jack Giarraputo – Regie: Dennis Dugan
- Blair Witch Project (OT: The Blair Witch Project) – Produktion: Gregg Hale, Robin Cowie, Michael Monello – Regie: Daniel Myrick
- Das Geisterschloss – Produktion: Susan Arnold, Donna Roth, Colin Wilson – Regie: Jan de Bont
- Star Wars: Episode I – Die dunkle Bedrohung (OT: Star Wars: Episode I – The Phantom Menace) – Produktion: Rick McCallum – Regie: George Lucas

### 2001
- Battlefield Earth – Kampf um die Erde (OT: Battlefield Earth) – Produktion: Jonathan D. Krane, John Travolta, Elie Samaha – Regie: Roger Christian

Außerdem nominiert:
- Blair Witch 2 (OT: Book Of Shadows – Blair Witch 2) – Produktion: William C. Carraro – Regie: Joe Berlinger
- Die Flintstones in Viva Rock Vegas (OT: The Flintstones In Viva Rock Vegas) – Produktion: Bruce Cohen, Bart Brown – Regie: Brian Levant
- Little Nicky – Satan Junior (OT: Little Nicky) – Produktion: Robert Simonds, Jack Giarraputo – Regie: Steven Brill
- Ein Freund zum Verlieben (OT: The Next Best Thing) – Produktion: Linne Radmin, Richard Wright, Leslie Dixon, Marcus Viscidi, Thomas Rosenberg – Regie: John Schlesinger

### 2002
- Freddy Got Fingered (OT: Freddy Got Fingered) – Produktion: Howard Lapides – Regie: Tom Green

Außerdem nominiert:
- Driven (OT: Driven) – Produktion: Sylvester Stallone, Renny Harlin, Elie Samaha – Regie: Renny Harlin
- Glitter – Glanz eines Stars (OT: Glitter) – Produktion: Laurence Mark – Regie: Vondie Curtis-Hall
- Pearl Harbor (OT: Pearl Harbor) – Produktion: Michael Bay, Jerry Bruckheimer – Regie: Michael Bay
- Crime is King (OT: 3000 Miles To Graceland) – Produktion: Demian Lichtenstein, Richard Spero, Andrew Stevens, Elie Samaha, Eric Manes – Regie: Demian Lichtenstein

### 2003
- Stürmische Liebe – Swept Away (OT: Swept Away) – Produktion: Matthew Vaughn – Regie: Guy Ritchie

Außerdem nominiert:
- Not a Girl – Crossroads (OT: Crossroads) – Produktion: Robert Lee, Ann Carli, Jonathan McHugh – Regie: Tamra Davis
- Roberto Benignis Pinocchio (OT: Pinocchio) – Produktion: Elda Ferri, Nicoletta Braschi, Gianluigi Braschi – Regie: Roberto Benigni
- Star Wars: Episode II – Angriff der Klonkrieger (OT: Star Wars: Episode II – Attack Of The Clones) – Produktion: Rick McCallum – Regie: George Lucas
- Pluto Nash – Im Kampf gegen die Mondmafia (OT: The Adventures of Pluto Nash) – Produktion: Martin Bregman, Louis A. Stroller, Michael S. Bregman – Regie: Ron Underwood

### 2004
- Liebe mit Risiko – Gigli (OT: Gigli) – Produktion: Martin Brest, Casey Silver – Regie: Martin Brest

Außerdem nominiert:
- Ein Kater macht Theater (OT: The Cat in the Hat) – Produktion: Brian Grazer – Regie: Bo Welch
- 3 Engel für Charlie – Volle Power (OT: Charlie’s Angels: Full Throttle) – Produktion: Drew Barrymore, Leonard Goldberg, Nancy Juvonen – Regie: McG
- Justin & Kelly: Beachparty der Liebe (OT: From Justin to Kelly) – Produktion: Robert Engelman, John Steven Agoglia, Gayla Aspinall – Regie: Robert Iscove
- The Real Cancun (OT: The Real Cancun) – Produktion: Rick de Oliveira – Regie: Rick de Oliveira

### 2005
- Catwoman (OT: Catwoman) – Produktion: Edward McDonnell, Denise Di Novi – Regie: Pitof

Außerdem nominiert:
- Alexander (OT: Alexander) – Produktion: Thomas Schühly, Iain Smith, Oliver Stone, Moritz Borman, Jon Kilik – Regie: Oliver Stone
- Superbabies: Baby Geniuses 2 (OT: Superbabies: Baby Geniuses 2) – Produktion: Steven Paul – Regie: Bob Clark
- Wie überleben wir Weihnachten? (OT: Surviving Christmas) – Produktion: Betty Thomas, Jenno Topping – Regie: Mike Mitchell
- White Chicks (OT: White Chicks) – Produktion: Lee R. Mayes, Rick Alvarez, Keenen Ivory Wayans, Marlon Wayans, Shawn Wayans – Regie: Keenen Ivory Wayans

### 2006
- Dirty Love (OT: Dirty Love) – Produktion: John Mallory Asher, BJ Davis, Rod Hamilton, Kimberley Kates, Michael Manasseri, Jenny McCarthy, Trent Walford – Regie: John Mallory Asher

Außerdem nominiert:
- Deuce Bigalow: European Gigolo (OT: Deuce Bigalow: European Gigolo) – Produktion: John Schneider – Regie: Mike Bigelow
- Ein Duke kommt selten allein (OT: The Dukes of Hazzard) – Produktion: Bill Gerber – Regie: Jay Chandrasekhar
- House of Wax (OT: House of Wax) – Produktion: Bruce Berman, Polly Cohen, Herb Gains, Steve Richards – Regie: Jaume Collet-Serra
- Die Maske 2: Die nächste Generation (OT: Son of the Mask) – Produktion: Erica Huggins, Scott Kroopf – Regie: Lawrence Guterman

### 2007
- Basic Instinct – Neues Spiel für Catherine Tramell (OT: Basic Instinct 2) – Produktion: Moritz Borman, Mario Kassar, Andrew G. Vajna – Regie: Michael Caton-Jones

Außerdem nominiert:
- BloodRayne (OT: BloodRayne) – Produktion: Uwe Boll, Dan Clarke, Shawn Williamson – Regie: Uwe Boll
- Das Mädchen aus dem Wasser (OT: Lady in the Water) – Produktion: Sam Mercer, M. Night Shyamalan – Regie: M. Night Shyamalan
- Little Man (OT: Little Man) – Produktion: Rick Alvarez, Todd Garner, Lee R. Mayes, Joe Roth, Keenen Ivory Wayans, Marlon Wayans, Shawn Wayans – Regie: Keenen Ivory Wayans
- The Wicker Man (OT: The Wicker Man) – Produktion: Nicolas Cage, Randall Emmett, Norm Golightly, Avi Lerner, Joanne Sellar – Regie: Neil LaBute

### 2008
- Ich weiß, wer mich getötet hat (OT: I Know Who killed Me) – Produktion: Tom Gores, Johnny O. Lopez – Regie: Chris Sivertson

Außerdem nominiert:
- Der Kindergarten Daddy 2: Das Feriencamp (OT: Daddy Day Camp) – Produktion: Matt Berenson, Chris Emerson, Richard Hull – Regie: Fred Savage
- Bratz the Movie (OT: Bratz the Movie) – Produktion: Avi Arad, Benedict Carver – Regie: Sean McNamara
- Chuck und Larry – Wie Feuer und Flamme (OT: I Now Pronounce You Chuck & Larry) – Produktion: Barry Bernardi, Ryan Kavanaugh – Regie: Dennis Dugan
- Norbit (OT: Norbit) – Produktion: David B. Householter, Brian Robbins, Michael Tollin – Regie: Brian Robbins
- Star Wars: The Clone Wars – Produktion: Catherine Winder – Regie: Dave Filoni[1]

### 2009
- Der Love Guru (OT: The Love Guru) – Produktion: Gary Barber, Roger Birnbaum – Regie: Marco Schnabel

Außerdem nominiert:
- Disaster Movie (OT: Disaster Movie) – Produktion: Peter Safran, Aaron Seltzer, Jason Friedberg – Regie: Aaron Seltzer, Jason Friedberg
- Meine Frau, die Spartaner und ich (OT: Meet the Spartans) – Produktion: Paul Schiff, Aaron Seltzer – Regie: Aaron Seltzer, Jason Friedberg
- The Happening (OT: The Happening) – Produktion: Barry Mendel, Sam Mercer, M. Night Shyamalan – Regie: M. Night Shyamalan
- The Hottie & the Nottie – Liebe auf den zweiten Blick (OT: The Hottie and the Nottie) – Produktion: Jeffrey Geller, Paris Hilton – Regie: Tom Putnam
- Schwerter des Königs – Dungeon Siege (OT: In the Name of the King: A Dungeon Siege Tale) – Produktion: Wolfgang Herold, Dan Clarke, Shawn Williamson – Regie: Uwe Boll

## Schlechtester Film 2010 bis 2019

### 2010
- Transformers – Die Rache (OT: Transformers: Revenge of the Fallen) – Produktion: Ian Bryce, Tom DeSanto, Lorenzo di Bonaventura, Don Murphy – Regie: Michael Bay

Außerdem nominiert:
- G.I. Joe – Geheimauftrag Cobra (OT: G.I. Joe: The Rise of Cobra) – Produktion: Lorenzo di Bonaventura, Bob Ducsay, Stephen Sommers – Regie: Stephen Sommers
- Die fast vergessene Welt (OT: Land of the Lost) – Produktion: Marty Krofft, Sid Krofft, Jimmy Miller – Regie: Brad Silberling
- Old Dogs – Daddy oder Deal (OT: Old Dogs) – Produktion: Andrew Panay, Peter Abrams, Robert Levy – Regie: Walt Becker
- Verrückt nach Steve (OT: All About Steve) – Produktion: Sandra Bullock, Mary McLaglen – Regie: Phil Traill

### 2011
- Die Legende von Aang (OT: The Last Airbender) – Produktion: Frank Marshall, Kathleen Kennedy, Sam Mercer, M. Night Shyamalan – Regie: M. Night Shyamalan

Außerdem nominiert:
- Der Kautions-Cop (OT: The Bounty Hunter) – Produktion: Neal H. Moritz – Regie: Andy Tennant
- Sex and the City 2 – Produktion: Eric M. Cyphers, Michael Patrick King, John P. Melfi, Sarah Jessica Parker, Darren Star – Regie: Michael Patrick King
- Eclipse – Biss zum Abendrot (OT: The Twilight Saga: Eclipse) – Produktion: Wyck Godfrey, Greg Mooradian, Karen Rosenfelt – Regie: David Slade
- Beilight – Bis(s) zum Abendbrot (OT: Vampires Suck) – Produktion: Peter Safran – Regie: Jason Friedberg und Aaron Seltzer

### 2012
- Jack und Jill – Produktion: Todd Garner, Adam Sandler, Jack Giarraputo – Regie: Dennis Dugan

Außerdem nominiert:
- Bucky Larson: Born to Be a Star – Produktion: Barry Bernardi, Adam Sandler, Allen Covert, David Dorfman, Jack Giarraputo – Regie: Tom Brady
- Happy New Year (OT: New Year's Eve) – Produktion: Mike Karz, Wayne Allan Rice, Garry Marshall – Regie: Garry Marshall
- Transformers 3 (OT: Transformers: Dark of the Moon) – Produktion: Lorenzo di Bonaventura, Ian Bryce, Tom DeSanto, Don Murphy – Regie: Michael Bay
- Breaking Dawn – Biss zum Ende der Nacht, Teil 1 (OT: The Twilight Saga: Breaking Dawn – Part 1) – Produktion: Wyck Godfrey, Karen Rosenfelt, Stephenie Meyer – Regie: Bill Condon

### 2013
- Breaking Dawn – Biss zum Ende der Nacht, Teil 2

Außerdem nominiert:
- Battleship
- Der Chaos-Dad
- Noch tausend Worte
- The Oogieloves in the Big Balloon Adventure

### 2014
- Movie 43

Außerdem nominiert:
- Kindsköpfe 2
- The Lone Ranger
- A Madea Christmas
- After Earth

### 2015
- Saving Christmas

Außerdem nominiert:
- Left Behind
- The Legend of Hercules
- Teenage Mutant Ninja Turtles
- Transformers: Ära des Untergangs

### 2016
Die Stimmauszählung ergab ein Unentschieden:
- Fantastic Four
- Fifty Shades of Grey

Außerdem nominiert:
- Jupiter Ascending
- Der Kaufhaus Cop 2
- Pixels

### 2017
- Hillary’s America: The Secret History of the Democratic Party

Außerdem nominiert:
- Batman v Superman: Dawn of Justice
- Zoolander 2
- Dirty Grandpa
- Gods of Egypt
- Independence Day: Wiederkehr

### 2018
- Emoji – Der Film

Außerdem nominiert:
- Baywatch
- Fifty Shades of Grey – Gefährliche Liebe
- Die Mumie
- Transformers: The Last Knight

### 2019
- Holmes & Watson

Außerdem nominiert:
- Robin Hood
- Gotti
- The Happytime Murders
- Winchester – Das Haus der Verdammten

## Schlechtester Film seit 2020

### 2020
- Cats

Außerdem nominiert:
- The Fanatic
- The Haunting of Sharon Tate
- A Madea Family Funeral
- Rambo: Last Blood

### 2021
- Absolute Proof

Außerdem nominiert:
- 365 Tage
- Die fantastische Reise des Dr. Dolittle
- Fantasy Island
- Music

### 2022
- Diana: Das Musical

Außerdem nominiert:
- Infinite – Lebe unendlich
- Karen
- Space Jam: A New Legacy
- The Woman in the Window

### 2023
- Blond

Außerdem nominiert:
- Good Mourning
- The King’s Daughter
- Morbius
- Pinocchio

### 2024
- Winnie the Pooh: Blood and Honey

Außerdem nominiert:
- Der Exorzist – Bekenntnis
- The Expendables 4
- Meg 2: Die Tiefe
- Shazam! Fury of the Gods

### 2025
- Madame Web

Außerdem nominiert:
- Borderlands
- Joker: Folie à Deux
- Megalopolis
- Reagan